# Galeichthys peruvianus
Galeichthys peruvianus is een  straalvinnige vissensoort uit de familie Ariidae. De wetenschappelijke naam van de soort werd in 1874 gepubliceerd door Christian Frederik Lütken.